# Georg Eißer
Georg Eißer (11 juillet 1898 - 4 juin 1964) est un juriste allemand. Il est recteur de l'Université Eberhard Karl de Tübingen.

## Biographie
Georg Eißer naît le 11 juillet 1898 à Sarreguemines, ville annexée d'Alsace-Lorraine. Professeur de droit à Tübingen, Georg Eißer fut recteur de l'Université de 1955 à 1956. Il est surtout connu pour avoir publié, avec l'assyriologue Julius Lewy, les premiers commentaires sur les documents de Kültepe, un site archéologique de Turquie, à une vingtaine de kilomètres au nord-est de Kayseri. Georg Eißer décéda le 4 juin 1964 à Tübingen.

## Publications
- Die altassyrischen Rechtsurkunden vom Kültepe, Hinrichs,  Leipzig, 1930-1935[2].
- Die Gefahrtragung beim Kaufvertrag in rechtsvergleichender Darstellung, Julius Springer, Berlin, 1927[2].
- Rasse und Familie, Mohr, Tübingen, 1935[2].
- Reden bei der feierlichen Übergabe des Rektorates zu Beginn des Sommersemesters am 3. Mai 1956, Mohr, Tübingen, 1956[2].

## Sources
- Note biographique sur uni-tuebingen.de